# Я хочу! Я буду!
«Я хочу! Я буду!» — российский фильм 2023 года режиссёра и сценариста Павла Воронина, его дебютый фильм.

## Сюжет
Надежда — обычная женщина 45 лет, преподаёт в университете. Во всём потакает мужу, взрослый сын находится в поиске себя и тянет деньги с мамы, работа удовольствия не приносит. После измены и ухода мужа Надя понимает, что дальше не может так жить — стараясь угодить кому-то или соответствовать окружению. В этот момент в её квартиру заселяется племянница Алёна, увлекающаяся стендапом, мотивирующая героиню к изменению. Надежда решает кардинально изменить свою жизненную позицию и бросить вызов стереотипам, навязанным ей окружением. Выбросив на мусорку серый, невыразительный гардероб, сделав новую прическу, она становится совершенно другим человеком — каким была в юности, когда любила играть в КВН. Отстаивая право быть собой, она попадает в неловкие ситуации, но это приводит к кардинальным переменам как в профессиональной, так и в личной сфере.

## В ролях
- Екатерина Гусева — Надежда
- Станислав Дужников — Семён, муж Надежды
- Валентина Ляпина — Алёна, дочь Светы
- Андрей Нестеренко — Артём
- Игорь Жижикин — отец Артёма
- Антон Лаврентьев — Влад, руководитель группы стендапистов
- Алексей Чумаков — камео
- Валерия — камео
- Сергей Дьяков — Костя, сын Надежды и Семёна
- Ильдус Хасанов — Миша
- Никита Клещёв — Ваня
- Наталья Беляева — Вера
- Янина Малинчик — Лариса
- Галина Кашковская — Света, сестра Надежды
- Ольга Лебедева — мать Надежды и Светы

## Съёмки
Съёмки проходили в 2021 году в Великом Новгороде, основной локацией стал Гуманитарный институт НовГУ.

## Саундтрек
Официальный саундтрек к фильму — песню «Синица» — написал Максим Фадеев, исполнила певица Валерия.

## Показ
4 апреля прошла светская премьера кинотеатре «Октябрь» в Москве, а в широкий прокат вышел 6 апреля 2023 года.
В кинопрокате фильм хорошо стартовал, в первую неделю проката входил в ТОП-10 кинопроката на десятой строчке с 38 488 зрителями, однако в следующие три недели не смог собрать столько зрителей, и всего фильм посмотрели 76 790 зрителей, а общие кассовые сборы составили 20 625 000 рублей ($ 253 846).